# Castillo de Maceda

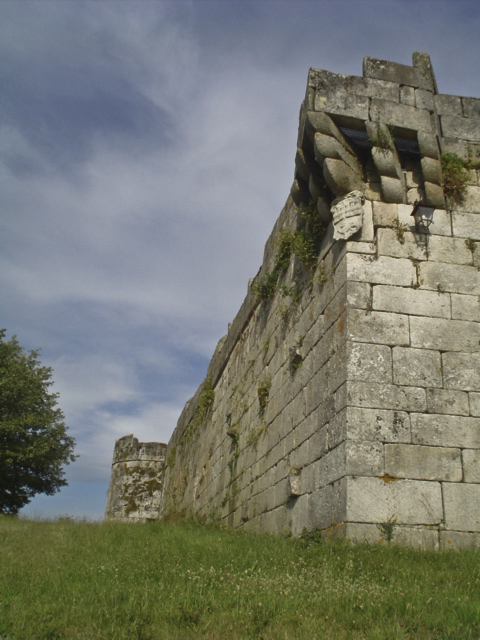
Castillo de Maceda.

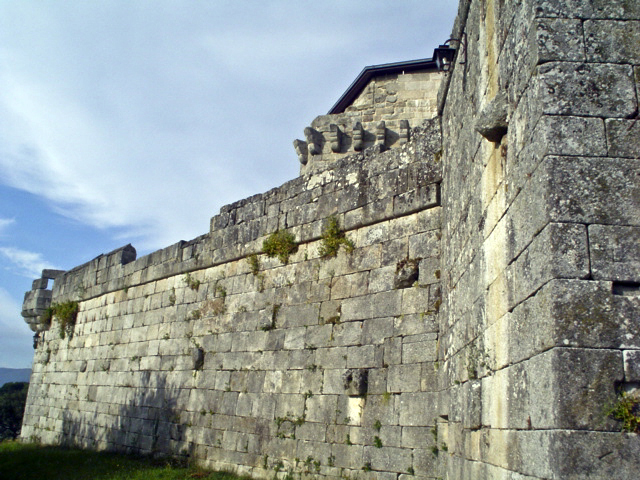
Castillo de Maceda.

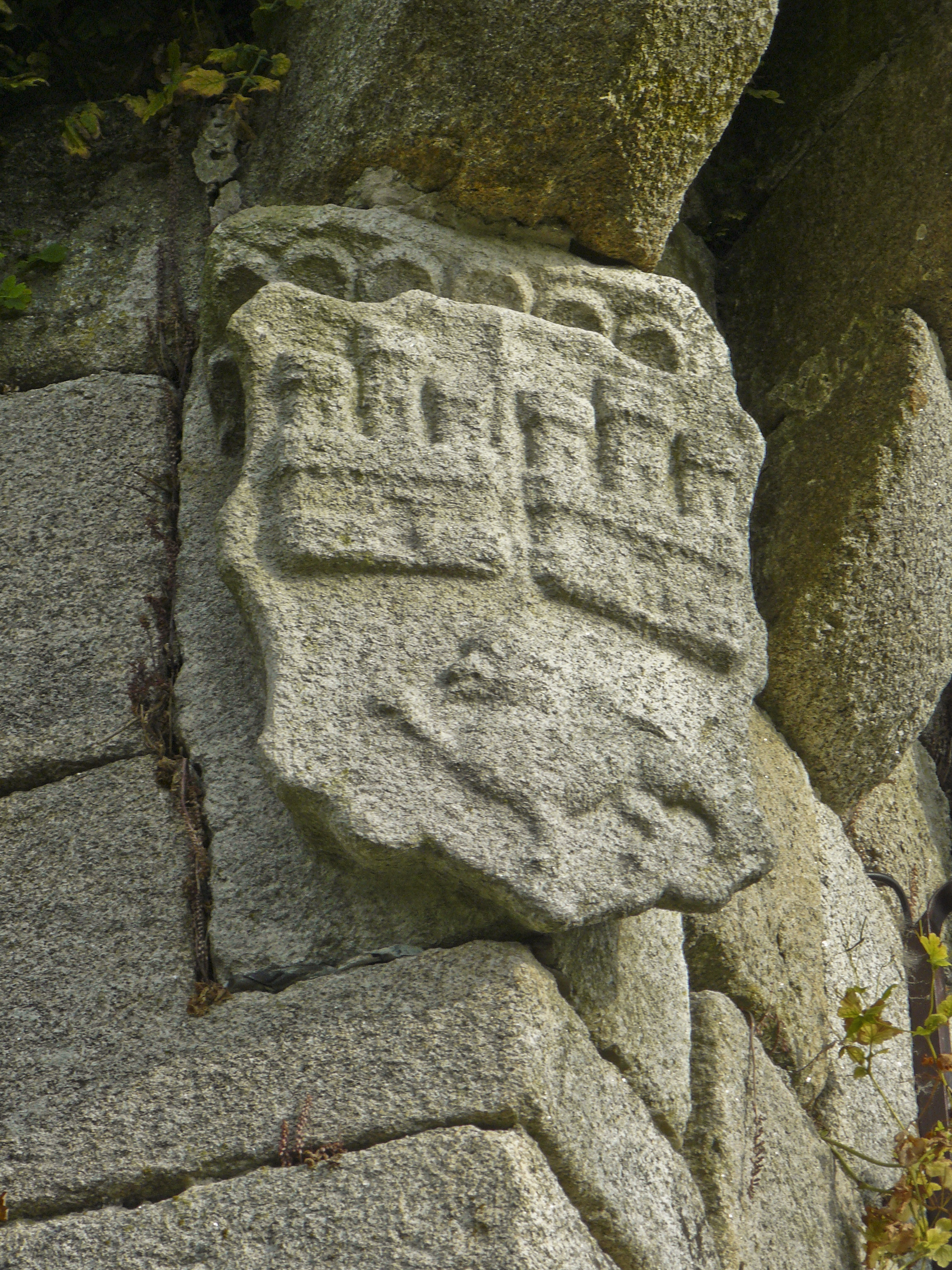
Castillo de Maceda.

El castillo de Maceda (en gallego:Castelo de Maceda), también conocido como la Fortaleza de Maceda, es un castillo situado en el municipio de Maceda (provincia de Orense, España). Esta edificación está considerada desde el año 1994 como un Bien de Interés Cultural dentro del catálogo de monumentos del patrimonio histórico de España. El actual conjunto arquitectónico presenta un predominio de elementos palaciegos sobre los elementos defensivos, fruto de la extensa remodelación promovida en la Edad Moderna para adecuarlo a las funciones residenciales.

## Historia
Su origen se remonta a los últimos años del siglo XI, cuando fue iniciada la Torre del homenaje, posiblemente por determinación real. Más adelante, el castillo y sus dominios fueron donados como dote de María Fernández, hija de conde de Trava y de la condesa de Portugal, Teresa de Leão, con motivo de su matrimonio con Xoán Ares de Novoa, pasando a integrar los dominios de los Novoa.
Durante la Revuelta Irmandiña el castillo fue atacado y arrasado por las fuerzas irmandiñas, comandadas por Diego de Lemos. En el siglo XVII se constató que era el conde de Maceda, Alonso de Lanzós e Novoa, descendiente de Alonso de Lanzós, uno de los dirigentes de los irmandiños.
En el siglo siguiente pasó a manos de la familia Tabuada, y de esta manera a la del pazo de Fefiñáns de Cambados.
Desde el siglo XVII el complejo se vio deteriorado, hasta que en 1993 el ayuntamiento lo adquirió, iniciando las obras de restauración que despertaron polémica, señalando algunos estudios que parte de las soluciones arquitectónicas a las que se recurrió durante la reconstrucción no fueron las más adecuadas.
Actualmente está restaurado, funcionando como hotel-monumento.

## Características
Está construido con sillares de granito regulares, que conservan las marcas de los canteros que los cortaron.
El elemento más antiguo es la torre del homenaje, de planta cuadrada, que remonta al siglo XI. Se accede a través de una puerta con arco de vuelta perfecta. En el primer pavimento se abren dos aspilleras. estando el segundo profundamente reformado.
La torre está envuelta en una cerca, recorrida en su alto por un adarve y ballesterass, delimitando una plaza de armas. En ella se abre una cisterna excavada en la roca-madre para salvar una profundidad de setenta metros para llegar a las aguas del río Chaioso.
En la Edad Moderna comenzaron las obras para adecuar la edificación a la función de morada, construyéndose nuevas dependencias.
La muralla exterior también fue objeto de significativas reformas. Se conforma en cuatro lados con almenas con ballesteras y otras almenas con agujeros. Sus vértices se refuerzan con una torre de planta cuadrada y en otro extremo otra de planta circular.
En una última fase constructiva, el conjunto fue adecuado aún más a la función residencial, agregándole más elementos palaciegos, miradores abalaustrados y una solana.

## Curiosidades
Según la tradición, en este castillo se crio el rey Alfonso X, siendo aquí donde aprendió la lengua gallega.